# 예술문화협동조합 청연
예술문화협동조합 청연은 2014년 4월 2일 대구광역시의 공식 인가로 출범하였다. 연극ㆍ국악ㆍ문학ㆍ마술ㆍ사진ㆍ그림ㆍ공연ㆍ음악ㆍ미술ㆍ디자인ㆍ인문학ㆍ영화 등 다양한 장르의 예술인들을 아우르는 대한민국 최초의 범예술인 협동조합이다.
2013년 4월 대구예술발전소 ‘도큐먼트 프로젝트 만권당’과 이후 2013년 6월 '만권당을 사랑하는 시민과 예술인'(준비위원장 정훈교) 주최로 '만권당 세미나'를 개최하면서 지역문화 활성화와 자립예술가의 복지 및 처우개선을 위한 공동네트워크의 필요성, 시민참여형 문화 활성화에 대한 공감대가 싹텄다. 이후 1년 가까이 토론과 회의를 거치며 시민과 예술가의 자발적 참여가 이루어졌고, 이를 토대로 결집된 것이 예술문화협동조합 ‘청연’이다.
| “ | 예술가 권익보호와 지역문화 활성화 위해 적극 노력하겠다. 시민참여형 프로그램을 통하여 시민과 함께 하는 문화 만들겠다…… | ” |

꿈꾸는청춘몽 대표 정애라, 연극배우 안민열, 사진작가 황인모, 바이올리니스트 김지혜, 도노반과 제3행성 송재돈, 비아트리오 대표 송힘, 마술사 권혁민, 기획자 김철용, 북디자이너 정재완('청연' 로고 디자인), 국악인 오영지, 건축가 조윤석(황신혜밴드 전 멤버), 음악인 신은숙, 문화기획자 송승태, 사진작가 김숭열, 물레책방 대표 장우석, 시인 정훈교 등이 조합원으로 참여하고 있다.

## 걸어온 길
- 2013년 6월 18일 협동조합을 위한 논의 시작
- 2013년 12월 23일 설립을 위한 첫 공식 회의
- 2014년 1월 10일 설립을 위한 2차 회의
- 2014년 2월 6일 설립을 위한 3차 회의
- 2014년 3월 5일 설립을 위한 4차 회의
- 2014년 3월 15일 창립공고 및 발기인 모집
- 2014년 3월 22일 창립총회 개최
- 2014년 4월 2일 공식 인가
- 2014년 6월 24일 창립기념 예술제[6]

## 주요 사업
- 창작활동을 함에 있어 조합원 권익보호 및 교류와 소통 중시.
- 예술문화 공연, 기획, 전시, 강좌 등으로 조합원 소득창출.
- 시민과 함께 호흡하기 위한 시민참여형 프로그램 마련.
- 신진 작가 발굴 및 지원 등 적극적 인큐베이팅(Incubating) 활동.
- 감성과 서정이 넘치는, 문화마을(도시재생사업 등) 조성 프로젝트 추진.